# Monilobracon insinuator
Monilobracon insinuator är en stekelart som först beskrevs av Smith 1858.  Monilobracon insinuator ingår i släktet Monilobracon och familjen bracksteklar. Inga underarter finns listade i Catalogue of Life.